# 傅宗臯
傅宗臯（1571年—17世紀），字直甫，號見俞，江西南昌府豐城縣盧坑鄉人，明朝政治人物。

## 生平
傅宗臯在湘潭出生，成長後回到豐城，於萬曆二十五年（1597年）中丁酉科江西鄉試第八名舉人，次年（1598年）聯捷戊戌科進士，兵部觀政，獲授福建將樂知縣，以政績第一，三十六年（1608年）升任南京浙江道監察御史，任內不畏懼權貴。當時鹽政敗壞，他得提名為督理鹽政，監督京倉時節省十七萬；四十八年（1620年）八月軍營鼓譟，他到京營以法懲治，天啓元年（1621年）陞任南京尚寶司卿，天啓五年因為忤逆閹黨被撤職。
從前南京漕運困苦，傅宗臯在南京時多方營救，又協助楊漣疏減遼餉；後來得起用為鴻臚寺卿，因為母親去世而推辭，曾說：「我生於湘館，在湘得身體髮膚，跟隨父母在湘，是幸運。」在湘潭去世。

## 引用
1. 1 2  同治《豐城縣志·卷十四·人物》：傅宗臯，字直甫，盧坑人，生楚湘潭，歸豐領萬厯丁酉鄉薦，明年成進士。知將樂縣，政為八閩循良第一，薦擢南京監察御史，不避權要；時鹽政壞操，院以宗臯望隆，題請督理鹽政，及監京倉，請改折一十七萬，去官攢守候之苦。庚申八月營軍噪，宗臯帶轄京營，以法戢之，陞南尚寶卿，以忤璫奪職歸邑。舊苦南運，宗臯為南臺時以運事者至，多方維救，楊比部疏減遼餉，宗臯力佐之，邑父老至今能道其事。後起大鴻臚，因母憂未任，嘗曰：「吾生於湘館，於湘得以身體髮膚，從父母於湘，幸矣。」遂卒於湘。
2. ↑  《萬曆二十六年戊戌科進士履歷》：傅宗皋，見俞，易五房，辛未十一月十二生。丰城人，丁酉八，会二百十四，三甲百十。兵部政，授福建將乐知县，乙巳行取，戊申授南浙江道御史，辛亥巡视凤阳仓，甲寅养病，戊午補原职，巡视上江，辛酉升南尚寶司，乙丑闲住，本年为民。曾祖允。祖卓。父汝勝。